# حشره‌خوار پنجه‌پهن اوآکساکان
 حشره‌خوار پنجه‌پهن اوآکساکان (نام علمی: Cryptotis peregrina) نام یک گونه از سرده حشره‌خوار گوش‌کوچک است.